# Mosteiro (Lajes das Flores)
Mosteiro es una freguesia portuguesa perteneciente al municipio de Lajes das Flores.

## Ubicación
Está situado en la Isla de Flores, Región Autónoma de Azores. Posee un área de 6,20 km² y una población total de 50 habitantes (2001). La densidad poblacional asciende a 8,1 hab/km².

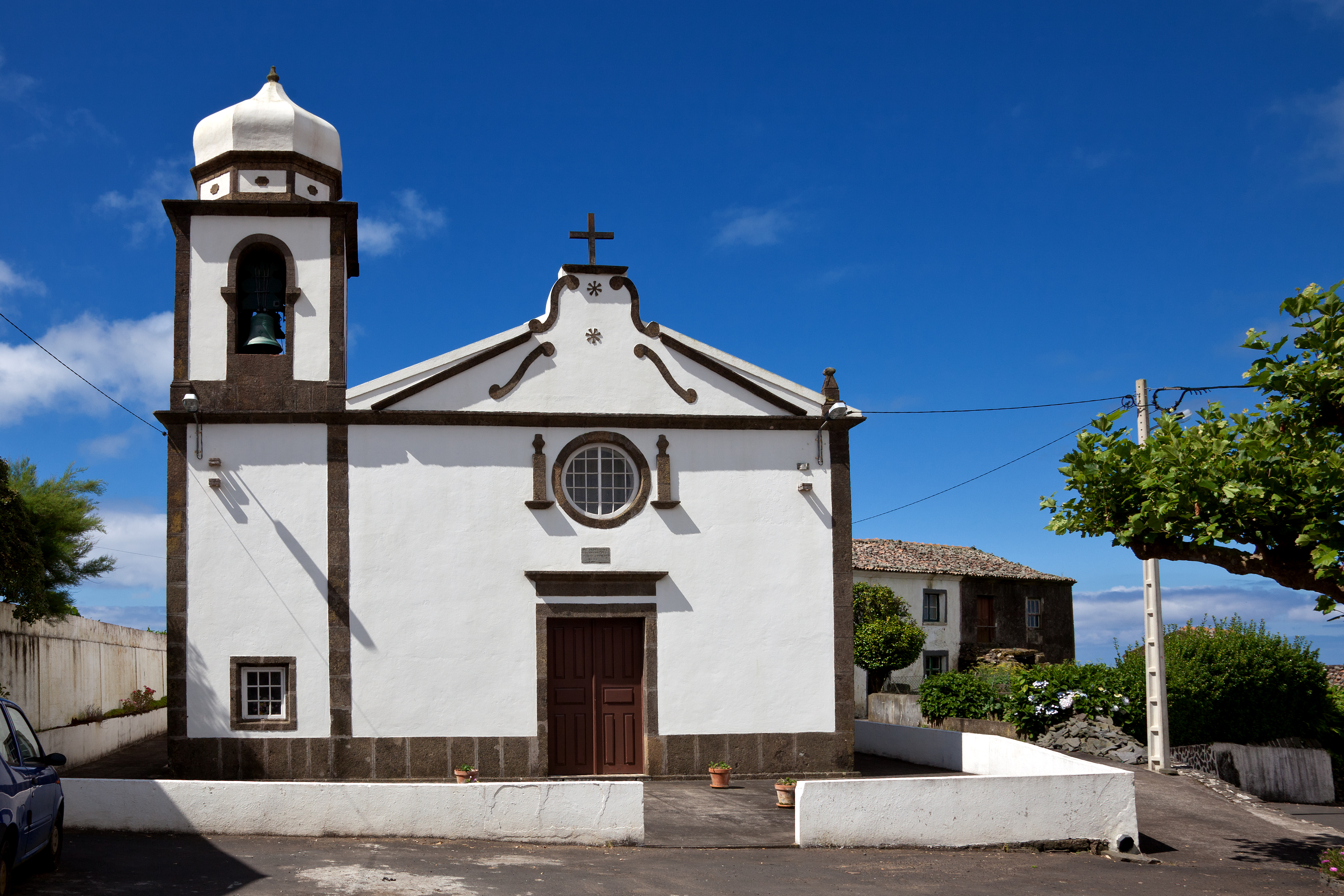
la iglesia